# Тиволино

Часовня Серафима Саровского в Тиволине. Фото с сайта "Православные храмы Тверской земли'"

Тиволино — деревня в Кашинском городском округе Тверской области России. До 2018 года входила в состав ныне упразднённого Барыковского сельского поселения. 
В 1918 году являлась центром Тиволинской волости Кашинского уезда Тверской губернии.

## География
Деревня находится в юго-восточной части Тверской области, в зоне хвойно-широколиственных лесов, при автодороге 28Н-0647, на расстоянии примерно 10 километров (по прямой) к югу от города Кашина, административного центра округа. Абсолютная высота — 143 метра над уровнем моря.

### Климат
Климат характеризуется как умеренно континентальный, с морозной снежной зимой и умеренно тёплым влажным летом. Среднегодовая температура воздуха — 3,2 °C. Средняя температура воздуха самого холодного месяца (января) — −10,7 °C, средняя температура самого тёплого (июля) — 17,8 °С. Продолжительность периода активной вегетации растений (выше 10 °C) составляет примерно 131 день. Годовое количество атмосферных осадков составляет в среднем 611 мм, из которых большая часть выпадает в тёплый период. Снежный покров держится в течение 198 дней.

### Часовой пояс
Деревня Тиволино, как и вся Тверская область, находится в часовой зоне МСК (московское время). Смещение применяемого времени относительно UTC составляет +3:00.

## Население
| 1859 | 1889 | 2002 | 2010 |
| ---- | ---- | ---- | ---- |
| 118  | ↗159 | ↗164 | ↗171 |

### Национальный состав
Согласно результатам переписи 2002 года, в национальной структуре населения русские составляли 92 % из 164 чел.